# El Pao (Pao de San Juan Bautista)
Pour les articles homonymes, voir El Pao.
El Pao est l'unique paroisse civile de la municipalité de Pao de San Juan Bautista dans l'État de Cojedes au Venezuela. Sa capitale est El Pao, chef-lieu de la municipalité.

## Géographie

### Relief
Le relief de la paroisse civile est dominée par un ensemble de collines et de sommets au nord et les plaines de pâturages des Llanos au sud.

### Hydrographie
Le territoire est dominé par le réservoir d'El Pao au bord duquel se situe la capitale de la paroisse civile.

### Démographie
Hormis sa capitale El Pao, la paroisse civile possède plusieurs localités :
- Aragüita
- Bucaral
- Campo Allegre
- Caño Benito
- Chaparral
- Chaparrote
- Comové
- Corocito
- El Guásimo
- El Pao
- El Pueblito
- El Socorro
- Higuerotal
- Jobito
- Lagunita
- La Ceiba
- La Guama
- La Raya
- Las Lajitas
- Laya
- Los Placeres
- Matapalos
- Papelón
- Santa Marta
- Terronal
- Yagüita
- Zambrano